# 엔드 투 엔드 원칙
엔드 투 엔드 원칙(end-to-end principle)은 컴퓨터 망의 설계 원칙으로, 네트워크 자체가 아닌 네트워크의 통신 종단 노드에 애플리케이션별 기능(예: 안정성 및 보안)을 구현해야 한다. 네트워크를 구축하기 위해 존재하는 중간 노드(예: 게이트웨이 및 라우터)는 효율성 향상을 위해 이러한 기능을 구현할 수 있지만, 엔드 투 엔드 기능을 보장하지는 않는다.
나중에 엔드 투 엔드 원칙이라고 불리게 될 원칙의 핵심은 1960년대 도널드 데이비스(Donald Davies)의 패킷 교환 네트워크 연구에 담겨 있다. 루이 푸진(Louis Pouzin)은 1970년대 CYCLADES 네트워크에서 엔드 투 엔드 전략을 선구적으로 활용했다. 이 원칙은 1981년 솔처(Saltzer), 리드(Reed), 클라크(Clark)에 의해 처음으로 명시적으로 제시되었다. 엔드 투 엔드 원칙의 의미는 처음 제시된 이후 지속적으로 재해석되어 왔다. 또한, 1981년 솔처, 리드, 클라크의 획기적인 논문 이전에도 종단간(end-to-end) 원리에 대한 주목할 만한 공식화가 발견되었다.
이 원리의 기본 전제는 최종 애플리케이션에서 요구하는 특정 기능을 통신 서브시스템에 추가함으로써 얻는 이점이 빠르게 감소한다는 것이다. 최종 호스트는 정확성을 위해 이러한 기능을 구현해야 한다. 특정 기능을 구현하면 해당 기능의 사용 여부와 관계없이 리소스 페널티가 발생하며, 네트워크에 특정 기능을 구현하면 해당 기능의 필요 여부와 관계없이 모든 클라이언트에게 이러한 페널티가 추가된다.

## 같이 보기
- 단대단 암호화
- 인터넷의 역사
- P2P